# Communauté de communes du Pays d’Olmes
Die Communauté de communes du Pays d’Olmes ist ein französischer Gemeindeverband mit der Rechtsform einer Communauté de communes im Département Ariège in der Region Okzitanien. Sie wurde am 26. Dezember 1995 gegründet und umfasst 24 Gemeinden. Der Verwaltungssitz befindet sich im Ort Lavelanet.

## Historische Entwicklung
Mit Wirkung vom 1. Januar 2018 verließ die Gemeinde Freychenet die Communauté d’agglomération Pays Foix-Varilhes und schloss sich dem hiesigen Verband an.

## Mitgliedsgemeinden
| Gemeinde                               | Einwohner 1. Januar 2022 | Fläche km² | Dichte Einw./km² | Code INSEE | Postleitzahl |
| -------------------------------------- | ------------------------ | ---------- | ---------------- | ---------- | ------------ |
| Bélesta                                | 1.085                    | 26,94      | 40               | 09047      | 09300        |
| Bénaix                                 | 151                      | 14,68      | 10               | 09051      | 09300        |
| Carla-de-Roquefort                     | 166                      | 9,34       | 18               | 09080      | 09300        |
| Dreuilhe                               | 363                      | 6,93       | 52               | 09106      | 09300        |
| Fougax-et-Barrineuf                    | 430                      | 31,48      | 14               | 09125      | 09300        |
| Freychenet                             | 82                       | 24,69      | 3                | 09126      | 09300        |
| Ilhat                                  | 124                      | 6,89       | 18               | 09142      | 09300        |
| L’Aiguillon                            | 375                      | 6,37       | 59               | 09003      | 09300        |
| Laroque-d’Olmes                        | 2.414                    | 14,36      | 168              | 09157      | 09600        |
| Lavelanet                              | 6.018                    | 12,57      | 479              | 09160      | 09300        |
| Lesparrou                              | 233                      | 16,09      | 14               | 09165      | 09300        |
| Leychert                               | 112                      | 5,77       | 19               | 09166      | 09300        |
| Lieurac                                | 180                      | 6,42       | 28               | 09168      | 09300        |
| Montferrier                            | 544                      | 51,79      | 11               | 09206      | 09300        |
| Montségur                              | 116                      | 37,16      | 3                | 09211      | 09300        |
| Nalzen                                 | 112                      | 5,50       | 20               | 09215      | 09300        |
| Péreille                               | 186                      | 5,36       | 35               | 09227      | 09300        |
| Raissac                                | 49                       | 3,84       | 13               | 09242      | 09300        |
| Roquefixade                            | 150                      | 12,31      | 12               | 09249      | 09300        |
| Roquefort-les-Cascades                 | 83                       | 7,08       | 12               | 09250      | 09300        |
| Saint-Jean-d’Aigues-Vives              | 370                      | 4,52       | 82               | 09262      | 09300        |
| Sautel                                 | 127                      | 9,13       | 14               | 09281      | 09300        |
| Tabre                                  | 342                      | 2,83       | 121              | 09305      | 09600        |
| Villeneuve-d’Olmes                     | 962                      | 5,92       | 163              | 09336      | 09300        |
| Communauté de communes du Pays d’Olmes | 14.774                   | 327,97     | 45               | –          | –            |